# Leongino Unzaim
Leongino Unzaim (Guarambaré, 1925. május 16. – Madrid, 1990. március 23.) paraguayi labdarúgócsatár.